# Castell de Dover
El castell de Dover està situat a Dover, al comtat de Kent. Ha estat descrit com la «Clau d'Anglaterra» a causa del seu caràcter defensiu al llarg de la història. És la fortificació més grossa d'Anglaterra.

## Història

### Època Romana

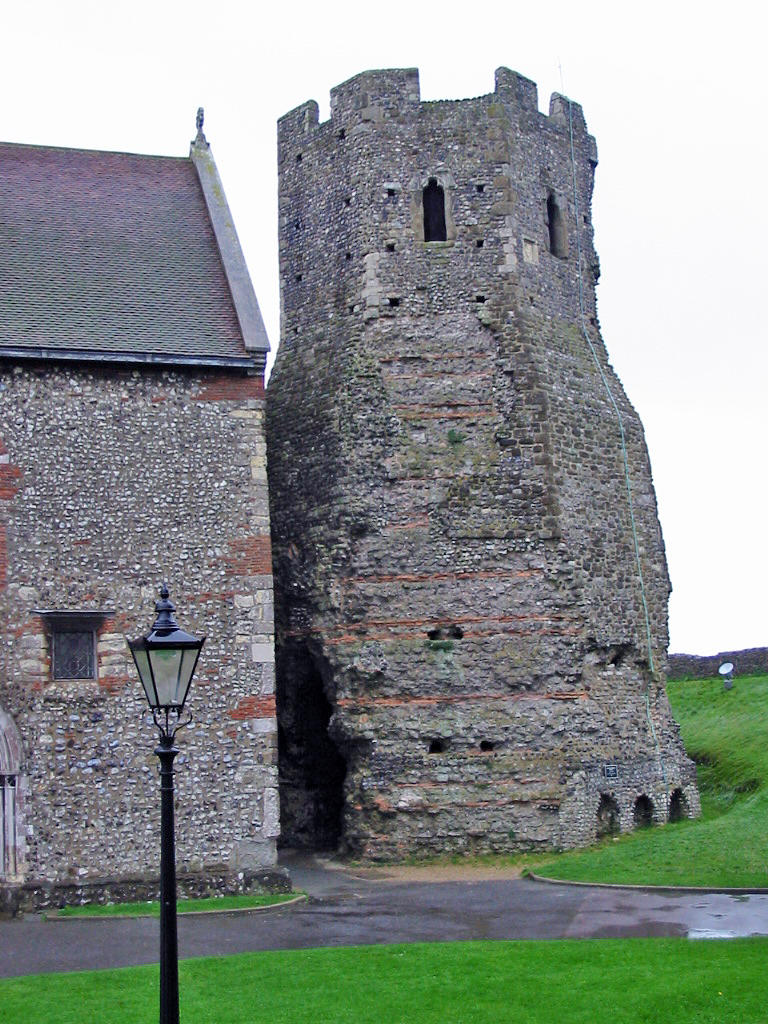
Un dels antics fars de Dover.

Aquest lloc pot haver estat enfortit amb moviments de terres a l'edat del ferro o abans, abans de la conquesta romana d'Anglaterra. Això es suggereix sobre la base del patró poc habitual dels moviments de terra que no sembla ser el millor assentament per a un castell medieval encara que les excavacions han donat proves de l'ocupació des de l'edat de ferro dins de la localització del castell, però no si això s'associa amb el turó.
Es va escavar el turó on hi ha l'església i els pharos romans. Aquest lloc també va contenir un dels dos fars romans de 24 m, que encara perdura. Aquest lloc era un clàssic lloc de campaments on els normands celebraven les conquestes.

### Època saxona i principis de la Normanda
Després de la batalla de Hastings a l'octubre de 1066, Guillem el Conqueridor i el seu exèrcit van marxar cap a l'Abadia de Westminsteron es va fer coronar. Van fer una marrada per arribar a Londres, passant per Rommey, Dover, Canterbury, Surrey i Berkshire. Des de la fundació dels Cinc Ports l'any 1050, Dover sempre ha estat un membre important - pot ser que això fos el que primer cridés l'atenció de Guillem, i li donés el lema d'«Invicta». En paraules de Guillem de Poitiers: 
Després van marxar a Dover, que havia estat inexpugnable i defensada per una gran força. Els anglesos, inundats de por en el seu acostament, no tenien confiança ni en les seves muralles, ni en la força natural del lloc, ni en el nombre de les seves tropes […] Mentre els habitants es preparaven per rendir-se sense condicions, els nostres homes, àvids pel botí, van calar foc a la fortalesa, i la major part d'ella va ser ràpidament embolicada en flames […] Després de conquerir del castell, el duc va passar vuit dies afegint noves fortificacions a la mateixa.
Això van poder haver estat les reparacions i millores fetes a un fort saxó o burg, centrades a l'església saxona de Santa María en Castro,
 encara que les proves arqueològiques suggereixen que en realitat era una nova fortificació sobre un pujol, dissenyada com a castell de mota i pati, construït a prop i des de zero.

### D'Enric II a l'inici de l'època moderna
Durant el regnat d'Enric II el castell va començar a prendre la forma actual. Les esplanades interna i externa i la gran torre mestra pertanyen a aquesta època., Maurice l'Enginyer va ser el responsable de la construcció de la torre. Aquesta torre va ser una de les últimes torres de l'homenatge rectangulars a construir-se.
L'any 1216 un grup de barons rebels van convidar Lluís VIII de França a acudir a Anglaterra i usurpar la corona anglesa. Va tenir va reeixir parcialment vèncer les muralles però va ser incapaç de prendre el mateix castell.
La vulnerable porta nord que havia estat penetrada durant el setge es va convertir en un pas subterrani al complex defensiu (incloent la Torre de Sant Joan) i es van construir noves portes en el mur exterior a la part occidental (Fitzwilliam's Gate) i oriental (Constable's Gate). Durant el setge, els defensors anglesos van excavar un túnel cap a l'exterior i van atacar els francesos, creant així l'únic túnel de contraatac del món. Això encara es pot veure avui en les obres medievals.
Durant l'època de Stephen de Pencester, es va erigir un molí de vent a la Torre 22, que més tard es coneixia com la Torre del Molí. Per a l'època Tudor, les defenses ja havien van perdre llur funció per les noves armes ofensius a base de pólvora. Aquestes van ser millorades per Enric VIII, que hi va fer una visita, i va contribuir a la creació del baluard de la fossa.
Durant la Guerra Civil anglesa (1642-1651)va ser defensat pel rei però després va ser pres per una treta parlamentària sense haver disparat un tir (pel que va evitar ser devastat i sobreviu molt millor que la majoria de castells) l'any 1642.

### Època napoleònica

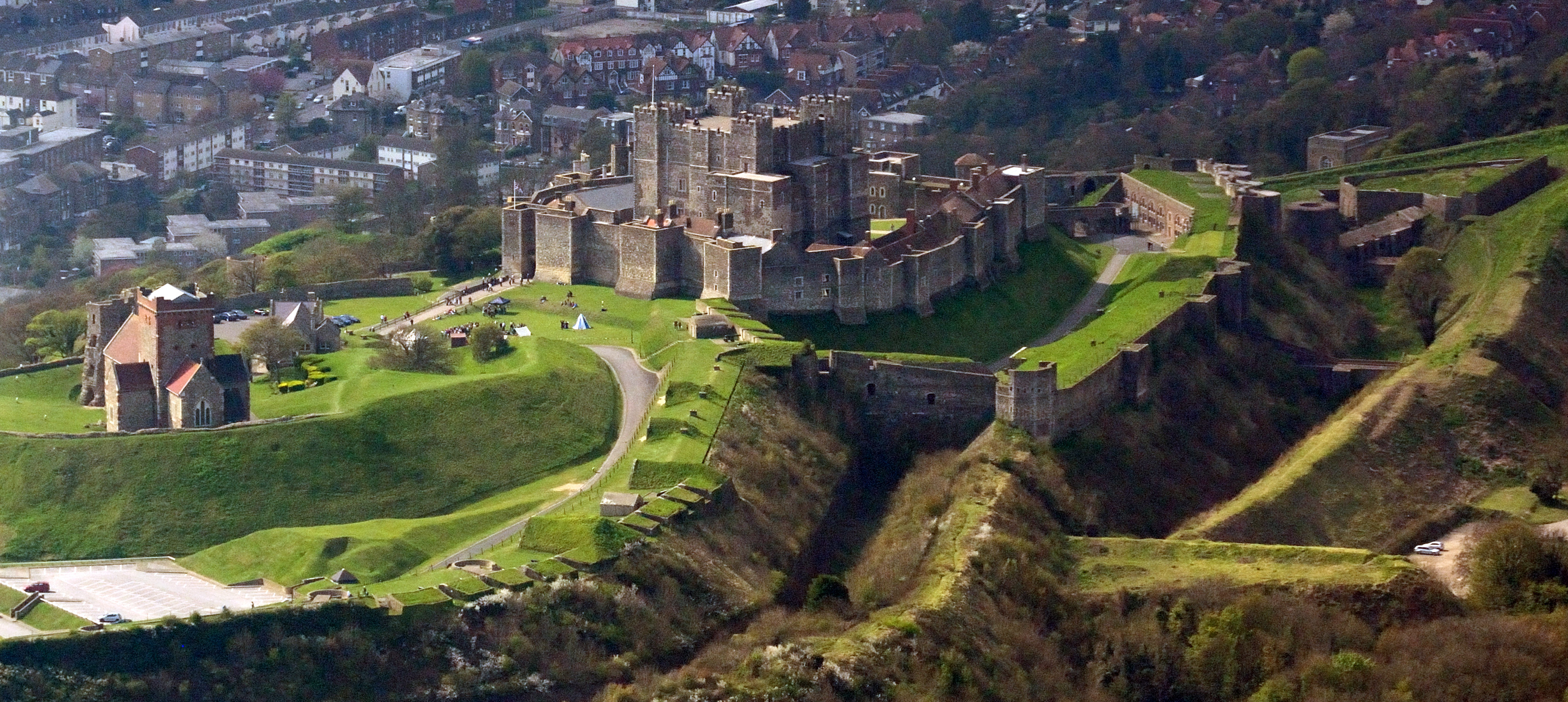
El castell de Dover l'any 2011

Durant les Guerres Napoleòniques, a la darreria del segle xviii va subir una gran reconstrucció. William Twiss, el comandant d'enginyers del Districte Sud, com a part del pla per a millorar les defenses, va remodelar les defenses exteriors del Castell de Dover, i va afegir-hi els semi-bastions de l'est, eest, el Hudson i la Gran Ferradura per dotar el castell de posicions de tir addicionals per a la zona oriental. Va fer constriuir el Bastió del Conestable protegir la zona occidental. Twiss va reforçar encara més l'esperó a la part nord del castell al qual va afegir una plataforma de tir. Va eliminar el sostre de la torrassa i substituir-lo per voltes de maó i així va ser capaç d'instal·lar-hi peces d'artilleria pesada. Twiss també va construir una porta d'enllaç per connectar les defenses del castell amb les de la ciutat.
Quan Dover va esdevenir ciutat guarnició, feia menester una caserna i magatzems per a les tropes addicionals i els seus equipaments. La solució adoptada per Twiss i els enginyers reials va ser crear un complex de túnels a uns quinze metres per sota de la part superior del penya-segat i les primeres tropes s'hi van allotjar l'any 1803. Per quan van arribar les guerres napoleòniques, els túnels allotjaven més de ddos mil homes i fins ara són els únics quarters subterranis construïts a Gran Bretanya.
El molí de vent de la Torre del Molí  es va enderrocar durant la guerra de 1812 per la Junta d'Ordenances. La venda de materials del molí demolit no cobrir el cost de la demolició.  A la fi de les Guerres Napoleòniques, els túnels van ser parcialment reconvertits i usats per la duana britànica (HM Revenue and Customs) per combatre el contraban. Ja el 1826 la seu d'aquests serveis costaners es va traslladar a un lloc més proper a la costa. Després, els túnels van romandre abandonats durant més d'un segle.

### Els túnels de guerra secrets

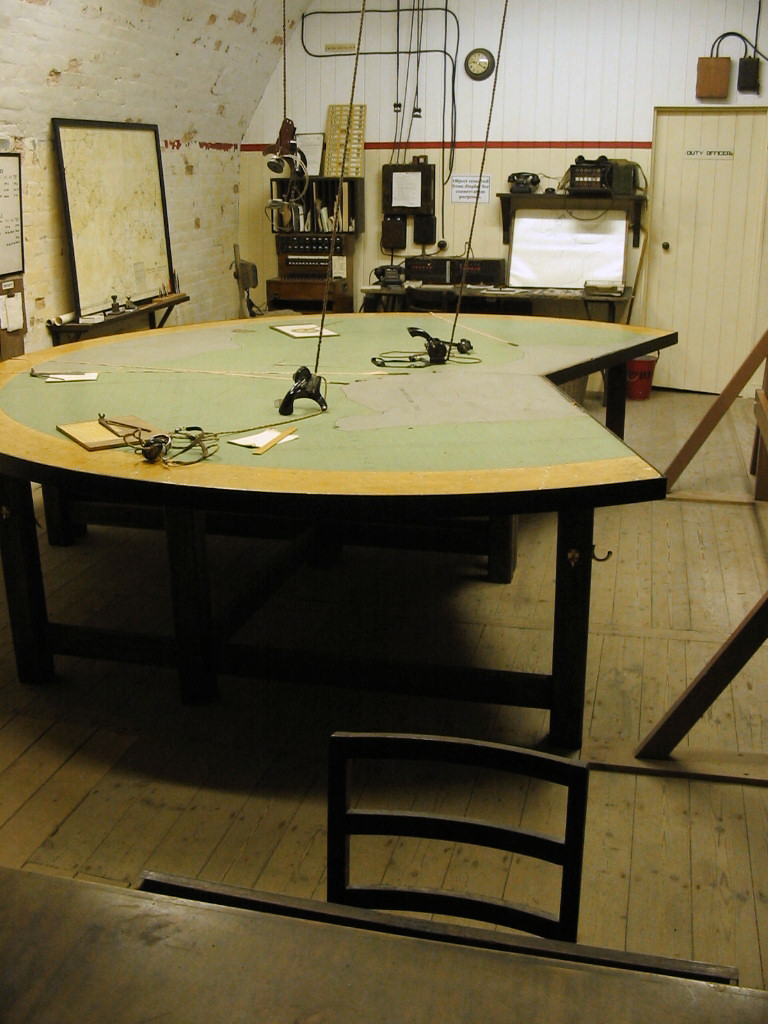
Sala d'Operacions de la II Guerra Mundial situada als túnels

L'esclat de la Segona Guerra Mundial el 1939 va convertir els túnels primer en un refugi dels raids aeris i després en un centre de comandament militar i hospital subterrani. Al maig de 1940, l'almirall Sir Bertram Ramsay va dirigir l'evacuació de soldats francesos i britànics de Duinkerke, nomenats en codi Operation Dynamo, des de la seu als túnels del penya-segat.
Una central de commutació militar es va instal·lar l'any 1941 i va servir a la seu subterrània. La centraleta era en constant ús i es va haver de crear un nou túnel al seu costat per allotjar les bateries i els carregadors. La marina va fer servir la central de commutació per permetre la comunicació directa amb els vaixells, així com per dirigir embarcacions de rescat d'aigües per recollir pilots abatuts a l'estret de Dover.
Més tard, els túnels van servir com a refugi per als Regional seat of government en cas d'atac nuclear. Aquest pla va ser abandonat per diversos motius, incloent la constatació que el guix dels penya-segats no protegia ben bé contra la radiació i per la forma inconvenient dels túnels i les condicions generalment pobres.
Els nivells del túnel es denominen A - Annexe, B - Bastion, C - Casemate, D - DUMPY and E - Esplanade. Els nivells d'Annexe i Casemate són oberts al públic, el Bastion està perdut, però els investigadors continuen tenint-hi accés, DUMPY (convertit des de la Segona Guerra Mundial per servir com a Seu del Govern Regional en cas de guerra atòmica) està tancat, com és Esplanade (última utilitzada com a refugi d'avions a la Segona Guerra Mundial).
El nivell Annex va ser excavat l'any 1941 com a estació mèdica per a soldats ferits. Contenia dos centres operatius i tenia allotjament bàsic per als pacients. Els soldats van ser enviats per al tractament d'emergència als túnels i després se'ls transportava a hospitals de l'interior. Hi havia dormitoris, cuines i banyeres.
Una estàtua de l'almirall Sir Bertram Ramsay es va erigir el novembre de 2000 fora dels túnels en honor del seu treball sobre l'evacuació de Duinkerke i la protecció de Dover durant la Segona Guerra Mundial.
Si eren atacats havien de moure's ràpidament, ja que l'enemic era a només nou minuts de Dover en avió. Hi ha més de tres quilòmetres de túnels als penya-segats calcaris, alguns encara desconeguts. Hi ha túnels que són massa perillosos per entrar-hi. La informació completa d'aquests túnels no es publicarà fins al 2020-2025.

### El castell avui
El Castell de Dover està qualificat com a Scheduled Monument, el que significa que és un edifici històric «important a nivell nacional» i un jaciment arqueològic protegit contra qualsevol no autoritzat. Està a la llista de grau I de protecció de monuments i reconegut internacionalment com a estructura important.
El castell, els túnels secrets i els terrenys circumdants ara pertanyen a la fundació English Heritage i el lloc és una important atracció turística. Entre 2007 i 2009, English Heritage va gastar 2,45 milions de lliures per a recrear l'interior del castell. L'any 2010 va ser visitat per prop de 350.000 persones.